# Societas Jablonoviana
Die Societas Jablonoviana (dt. auch Jablonowskische Gesellschaft der Wissenschaften zu Leipzig; pln. Towarzystwo Naukowe Jabłonowskich w Lipsku) mit Sitz in Leipzig, ist die älteste noch bestehende Gelehrtengesellschaft zur Förderung deutsch-polnischer Wissenschafts- und Kulturbeziehungen.

## Gründung und Aufgabe
Die Gesellschaft wurde 1769 an der Universität Leipzig unter dem Namen Fürstlich-Jablonowskische Gesellschaft der Wissenschaften – Societas Jablonoviana von dem polnischen Magnaten und Reichsfürsten Józef Aleksander Jabłonowski (1711–1777) gegründet. 1774 wurde die Gründung durch den sächsischen Landesherrn Friedrich August den Gerechten (1750–1827) approbiert. Nach der Stiftungsurkunde sollte die Gesellschaft jährlich Preisfragen auf dem Gebiet der Mathematik oder Physik, der Ökonomie sowie im Besonderen auf dem Gebiet der deutsch-polnischen Geschichte und der Geschichte der slawischen Völker ausschreiben, um die jeweils besten dazu eingegangenen akademischen Arbeiten zu prämieren.

## Historische Bedeutung und Wirkung
Die von der Gesellschaft preisgekrönten Arbeiten wurden seit 1772 in den Acta Societatis Jablonovianae herausgegeben; jeweils mit Erscheinungsdatum für das Vorjahr, aus dem die prämierten Arbeiten stammten. Zu den ersten Schriften, die von der Gesellschaft ausgezeichnet wurden, gehörte eine Abhandlung August Ludwig von Schlözers (1735–1809) (= Acta Societatis Jablonovianae I 3, 1771). Seit 1802 erschienen die Arbeiten in der Nachfolgereihe Acta Societatis Jablonovianae nova, seit 1847 in der Reihe Preisschriften, gekrönt und herausgegeben von der Fürstlich-Jablonowskischen Gesellschaft der Wissenschaften zu Leipzig. Ab 1829 informierte die Gesellschaft in Jahresberichten über ihre Tätigkeit.
Mit einem Teil ihres Stiftungskapitals gab die Gesellschaft 1846 den maßgeblichen Anstoß zur Gründung der Königlich-Sächsischen Akademie der Wissenschaften. Ebenso geht auf die Gesellschaft die Errichtung des ersten deutschen Lehrstuhls für Slawistik zurück, auf den 1870 August Leskien (1840–1916) nach Leipzig berufen werden konnte. Neben Leskien engagierten sich weitere herausragende Wissenschaftler, die in Leipzig lehrten, in der Gesellschaft, darunter der Mathematiker Moritz Wilhelm Drobisch (1802–1896), der Physiker Wilhelm Eduard Weber (1804–1891), die Nationalökonomen Wilhelm Roscher (1817–1894) und Karl Bücher (1847–1930), der Zoologe Rudolf Leuckart (1822–1898), der Kulturhistoriker Karl Lamprecht (1856–1915) und der Philosoph Hans-Georg Gadamer (1900–2002).

## Heutige Aufgaben und Wirkung
Die Gesellschaft überstand auch die NS-Diktatur, musste jedoch paradoxerweise ab 1948 ihre Tätigkeit einstellen, vermutlich da die Hochschulpolitiker der SBZ bzw. frühen DDR kein Interesse am Fortbestehen dieser bürgerlichen Gelehrtenvereinigung besaßen. Auf Betreiben polnischer Kulturpolitiker konnte die Tätigkeit der Gesellschaft 1978 jedoch wiederbelebt werden. Seitdem führt die Vereinigung den (gekürzten) Namen Societas Jablonoviana – Jablonowskische Gesellschaft der Wissenschaften zu Leipzig. 1992 erfolgte die Ausgliederung der Gesellschaft aus der Universität Leipzig und Umwandlung in einen eingetragenen Verein. Seit 1999 vergibt die Gesellschaft alle zwei Jahre den Jablonowski-Preis an Persönlichkeiten, die sich um die Entwicklung wissenschaftlicher und kultureller Beziehungen zwischen Polen und Deutschland verdient gemacht haben.
Die Gesellschaft wird von einem Vorstand geführt, an dessen Spitze der Präses steht. Derzeitiger Präses ist Miloš Řezník (geb. 1970), Professor für europäische Regionalgeschichte an der Technischen Universität Chemnitz. Dem Vorstand gehörten oder gehören hauptsächlich deutsch-polnische Ostmitteleuropahistoriker und Slawisten und Germanisten an, darunter der polnische Historiker Jacek Staszewski (1933–2013), Professor am Institut für Geschichte und Archivwissenschaften der Universität Thorn, der deutsche Historiker Klaus Zernack (1931–2017), Professor am Friedrich-Meinecke-Institut der Freien Universität Berlin, der ehemalige Direktor des Sorbischen Instituts zu Bautzen, Dietrich Scholze (geb. 1950) sowie Hans Henning Hahn (geb. 1947), Professor emeritus für osteuropäische Geschichte an der Universität Oldenburg. Die Geschäftsführung liegt in den Händen von Ewa Tomicka-Krumrey vom Leibniz-Institut für Geschichte und Kultur des östlichen Europa, ebenfalls Mitglied des Vorstandes der Gesellschaft.

### Preisträger des Jablonowski-Preises
- 1999: Małgorzata Sugiera, Professorin an der Fakultät für Polnische Studien der Jagiellonen-Universität zu Krakau
- 2001: Arnold Bartetzky, wissenschaftlicher Mitarbeiter am Leibniz-Instituts für Geschichte und Kultur des östlichen Europa (GWZO) in Leipzig
- 2003: Tomasz Kranz, Direktor des Staatlichen Museums zu Majdanek
- 2005: Basil Kerski, Chefredakteur des von der Deutsch-Polnischen Gesellschaft herausgegebenen Magazins „Dialog“
- 2007: Claudia Kraft, Professorin für Geschichte Ostmitteleuropas an der Universität Erfurt
- 2009: Izabela Surynt, Professorin für Germanistik an der Universität Breslau
- 2011: Piotr Buras, Politologe und Journalist bei der Gazeta Wyborcza
- 2013: Peter Oliver Loew, Historiker am Deutschen Polen-Institut Darmstadt
- 2015: Łukasz Musiał, Philologe an der Adam-Mickiewicz-Universität Posen
- 2017: Lothar Quinkenstein, Literaturwissenschaftler an der Adam-Mickiewicz-Universität Posen
- 2019: Magdalena Saryusz-Wolska, Autorin, Übersetzerin und Herausgeberin
- 2021/22: Agnieszka Gąsior, Kunsthistorikerin und Museumsleiterin
- 2024: Sabine Jagodzinski, Kunsthistorikerin

## Online-Ressourcen
- Homepage der Societas Jablonoviana
- Abriss zur Geschichte der Societas Jablonoviana im Leipziger Universitätsjournal, Juli 2000, Heft 4, Seite 27 und 28